# 大野守
大野 守（おおの まもる、1940年12月22日 - ）は、徳島県那賀郡見能林村出身の元プロ野球選手（内野手）。

## 経歴
徳島県立徳島商業高等学校では一塁手として同期のエース板東英二を擁し活躍。1957年の秋季四国大会は1回戦で坂出商に敗退。翌1958年の春季四国大会は1回戦（準決勝）で高知商と対戦。互いに1点を取り合い、高知商は森光正吉、山崎武昭の継投、徳島商は板東が投げ抜き、延長16回2-1でサヨナラ勝ち。翌々日の決勝は石川陽造、岡村浩二のバッテリーを擁する高松商と対戦。石川、板東が互いに無失点で延長25回に進むが、最後は岡村の適時打などで0-2と敗退。
同年夏は県予選決勝で撫養高を降し、夏の甲子園に出場。2回戦（初戦）でエース石戸四六を擁する秋田商に完封勝ち。3回戦も八女高を破り準々決勝に進出。魚津高との準々決勝は、板東と村椿輝雄の投手戦となり延長18回0-0で終了（魚津対徳島商延長18回引き分け再試合に詳述）。翌日の再試合は3-1で勝利、準決勝も作新学院を降す。決勝は柳井高の技巧派エース友歳克彦（法大－日本石油）に0-7で完封負けを喫し、準優勝にとどまった。同年の富山国体にも出場、準々決勝で清水東高の山田茂利（明大－日本鋼管）、鈴木悳夫のバッテリーに抑えられ完封負け。板東以外の高校同期に左翼手の広野翼、1年下に遊撃手の大坂雅彦がいた。
高校卒業後は、社会人野球の日本鉱業日立に入社、1959年の都市対抗に出場。
1960年に近鉄バファローへ入団。1961年には開幕から一軍で起用され、一塁手として20試合に先発出場を果たす。しかし打撃面で結果を残せず同年限りで現役を引退。

## 詳細情報

### 年度別打撃成績
| 年 度     | 球 団     | 試 合 | 打 席 | 打 数 | 得 点 | 安 打 | 二 塁 打 | 三 塁 打 | 本 塁 打 | 塁 打 | 打 点 | 盗 塁 | 盗 塁 死 | 犠 打 | 犠 飛 | 四 球 | 敬 遠 | 死 球 | 三 振 | 併 殺 打 | 打 率 | 出 塁 率 | 長 打 率 | O P S |
| --------- | --------- | ----- | ----- | ----- | ----- | ----- | -------- | -------- | -------- | ----- | ----- | ----- | -------- | ----- | ----- | ----- | ----- | ----- | ----- | -------- | ----- | -------- | -------- | ----- |
| 1960      | 近鉄      | 1     | 0     | 0     | 0     | 0     | 0        | 0        | 0        | 0     | 0     | 0     | 0        | 0     | 0     | 0     | 0     | 0     | 0     | 0        | ----  | ----     | ----     | ----  |
| 1961      | 近鉄      | 66    | 88    | 83    | 2     | 12    | 2        | 1        | 0        | 16    | 5     | 0     | 0        | 1     | 0     | 4     | 0     | 0     | 17    | 2        | .145  | .184     | .193     | .377  |
| 通算：2年 | 通算：2年 | 67    | 88    | 83    | 2     | 12    | 2        | 1        | 0        | 16    | 5     | 0     | 0        | 1     | 0     | 4     | 0     | 0     | 17    | 2        | .145  | .184     | .193     | .377  |

### 背番号
- 38 （1960年 - 1961年）